# Moses Mendelssohn
Moses Mendelssohn (Dessau, Sajonia-Anhalt, 6 de septiembre de 1729-Berlín, 4 de enero de 1786) fue un filósofo judío alemán, ardiente defensor de los derechos civiles de los judíos y de su integración en la sociedad gentil. Es uno de los mayores representantes e impulsores de la denominada Haskalá.

## Biografía
Provenía de una humilde familia de judíos de Dessau y, originalmente, fue destinado a seguir la carrera rabínica. Fue iniciado en el estudio del hebreo y de la Torá por su padre, de apellido Mendel, y un rabino local, David Hirschel Fraenkel, le introdujo en el estudio del Talmud.
Mendelssohn fue preceptor de los hijos de un comerciante de sedas de Berlín en 1750 —había entrado a la ciudad en forma clandestina, acompañando a su maestro—; más tarde, llegó a ser el socio principal de este comerciante. En 1754, le presentaron al dramaturgo y crítico alemán Gotthold Ephraim Lessing, de quien se hizo amigo. Lessing, paladín de la emancipación judía, se inspiró más tarde en Mendelssohn para crear al protagonista de su obra de teatro Nathan el sabio (1779).

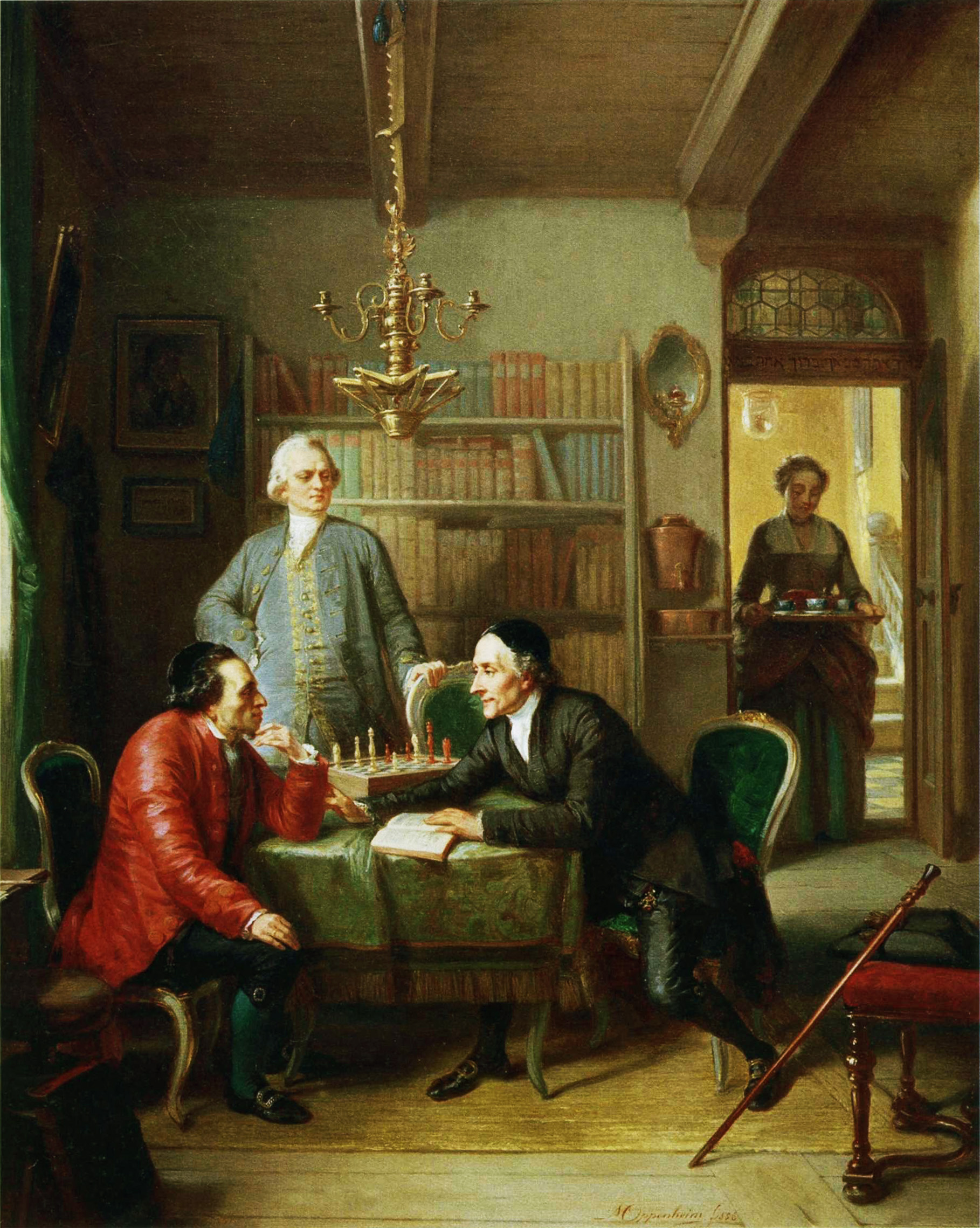
Mendelssohn (a la izquierda) con el teólogo Johann Caspar Lavater (sentado) y el poeta Gotthold Ephraim Lessing (de pie).

En 1764, Mendelssohn ganó el premio de la Academia de Berlín al mejor ensayo sobre un tema metafísico, con su escrito Sobre la evidencia de las ciencias metafísicas; Immanuel Kant, que había presentado su Versuch über die Deutlichkeit der Grundsätze der natürlichen Theologie und der Moral (Ensayo sobre la claridad de los principios de la teología natural y de la moral), había quedado segundo.[cita requerida]
Su tratado Phädon oder über die Unsterblichkeit der Seele (Fedón o sobre la inmortalidad del alma, 1767), en el que exponía su creencia en la inmortalidad del alma, inspirado en el diálogo Fedón, de Platón, fue el que le valió el título del "Sócrates alemán". Además de sus obras sobre filosofía, Mendelssohn escribió libros sobre el judaísmo y sobre la historia del pueblo judío.[cita requerida]
Su mayor contribución, sin embargo, fue su decidida apuesta por la Ilustración. Fue autor de una traducción con comentarios al alemán de la Torá —además de publicar, posteriormente, traducciones del Libro de los Salmos y de otras partes de la Biblia—, que al momento de su publicación causaron una gran polémica, porque los rabinos la consideraron una herejía, al traducir la lengua sagrada. El libro acabó siendo quemado en algunas ciudades, pero su aporte fue imparable, porque gracias a este, el alemán y su literatura pudieron acabar de difundirse dentro de la colectividad judía, que accedía así a los beneficios culturales de la Ilustración.
Fue abuelo de los célebres compositores Felix Mendelssohn y Fanny Mendelssohn.[cita requerida]